# Templo de Bountiful
El Templo de Bountiful es uno de los templos construidos y operados por la Iglesia de Jesucristo de los Santos de los Últimos Días, el número 47 construido por la iglesia y, para su construcción, el octavo en el estado de Utah, ubicado en la ciudad de Bountiful. Junto con el templo de Orlando, fueron los únicos templos dedicados por Howard W. Hunter durante el breve periodo como presidente de la iglesia SUD.

## Historia
El templo se asienta sobre un terreno adquirido en 1897 por John Haven Barlow Sr. quien compró 40 acres (16,2 ha) de tierra del gobierno estadounidense. Debido a la falta de agua y a lo escarpado del terreno, se mantuvo sin uso. Cincuenta años después, en 1947 se despejó parte del terreno y se plantaron cuatrocientos albaricoqueros. En la primavera de 1983, las inundaciones repentinas causaron grandes daños en la ciudad de Bountiful, lo que resultó en la decisión de construir una presa en el cañón cricunvecino para limitar el flujo de agua durante las lluvias más torrenciales. La ciudad solicitó el uso de la tierra del futuro sitio del templo del que se extrajeron más de doscientas mil yardas cúbicas de tierra, dejando como resultado un terreno ideal para construcción y en el que más tarde se construiría el templo Santos de los Últimos Días.

## Anuncio
En la conferencia general de la iglesia SUD del 6 de abril de 1991, la Primera Presidencia de la iglesia anunció los planes de construir un templo en Bountiful, una ciudad a pocos kilómetros al norte de Salt Lake City. Tras el anuncio público, la iglesia en ese país buscó un terreno adecuado, considerando varios puntos hasta que se tomó la decisión el 3 de abril de 1988. En mayo de 1992 la iglesia presentó la rendición arquitectónica del edificio anticipando cuatro salones para ordenanzas eclesiásticas y el tradicional baptisterio donde los fieles realizan el Bautismo por los muertos.

## Construcción
La ceremonia de la primera palada tuvo lugar el 2 de mayo de 1992 presidida por el entonces presidente de la iglesia Ezra Taft Benson y sus consejeros de la Primera Presidencia Gordon B. Hinckley y Thomas S. Monson. Unas 7,500 personas asistieron a la ceremonia de la primera palada mientras que unas 2,500 vieron los procedimientos por vía satelital.
El templo tiene dos puertas de ingreso, una a nivel del estacionamiento subterráneo y otra a nivel mezzanina. El exterior del templo es de granito blanco estilo Betel proveniente del condado de Windsor, Vermont, a poca distancia del lugar de nacimiento del fundador de la iglesia Joseph Smith. Al igual que el resto de los templos previamente construidos, el templo de Bountiful contiene referencias simbólicas a la teología SUD incluyendo grabados en el granito representando al sol, la luna y las estrellas los cuales conectan con los escritos de Pablo de Tarso en el Nuevo Testamento.
El vidrio de las ventanas del templo proviene de Oakland, California mientras que el candelabro proviene de la República Checa.

## Dedicación
El templo SUD de la ciudad de Bountiful fue dedicado para sus actividades eclesiásticas en 28 sesiones, del 8 al 14 de enero de 1995, por el entonces presidente de la iglesia Howard W. Hunter. Con anterioridad a ello, del 4 de noviembre al 17 de diciembre de 1994, la iglesia permitió un recorrido público de las instalaciones y del interior del templo al que asistieron unos 870 mil visitantes. Más de 200 mil miembros de la iglesia e invitados asistieron a la ceremonia de dedicación, que incluye una oración dedicatoria. El templo abrió por primera vez el 17 de enero de 1995, realizando una docena de matrimonios que habían sido previamente reservados.